# Steven Holcomb
Steven Holcomb (n. 14 aprilie 1980, Park City⁠(d), Utah, SUA – d. 6 mai 2017, Lake Placid, North Elba⁠(d), New York, SUA) a fost un bober ce a reprezentat Statele Unite ale Americii, medaliat olimpic. A participat la 3 ediții ale Jocurilor Olimpice (2006, 2010, 2014) în care a câștigat o medalie de aur și două medalii de argint.